# مسمومیت با آرسنیک
مسمومیت با آرسنیک یک وضعیت پزشکی است که به‌دلیل وجود سطوح بالای آرسنیک در بدن رخ می‌دهد. اگر مسمومیت با آرسنیک در مدت کوتاهی رخ دهد، علائم ممکن است شامل استفراغ، درد شکم، آنسفالوپاتی و اسهال آبکی حاوی خون باشد. قرار گرفتن در معرض آرسنیک، به‌صورت طولانی‌مدت می‌تواند منجر به ضخیم و تیره شدن پوست، درد شکم، اسهال، بیماری‌های قلبی، بی‌حسی و سرطان شود.

## دلایل
شایع‌ترین دلیل قرار گرفتن طولانی‌مدت در معرض آرسنیک، مصرف آب آشامیدنی آلوده به آرسنیک است. آب‌های زیرزمینی اغلب به‌طور طبیعی آلوده به آرسنیک می‌شوند. با این‌حال، آلودگی ممکن است از فعالیت معادن یا به‌واسطهٔ کشاورزی نیز رخ دهد. آلودگی آرسنیک همچنین ممکن است در خاک و هوا یافت شود. سطوح توصیه‌شدهٔ آرسنیک در آب، کمتر از ۱۰ تا ۵۰ میکروگرم در لیتر (۱۰–۵۰ قسمت در میلیارد) است. راه‌های دیگر قرار گرفتن در معرض آرسنیک شامل ارتباط نزدیک با زباله‌های سمی و مصرف برخی داروهای طب سنتی است. بیشتر موارد مسمومیت آرسنیک، تصادفی است. آرسنیک با تغییر عملکرد حدود ۲۰۰ آنزیم در بدن، عمل می‌کند. تشخیص مسمومیت آرسنیکی، با آزمایش ادرار، خون یا بررسی موها قابل انجام است.
پیشگیری از مسمومیت با آرسنیک، با استفاده از آب سالم و فاقد آرسنیک، امکان‌پذیر است. تاکنون شواهد خوبی در رابطه با اثربخشی روش‌های درمانی برای درمان مسمومیت طولانی‌مدت با آرسنیک به‌دست نیامده است. برای مسمومیت‌های حاد، درمان کم‌آبی بدن بیمار، بسیار مهم است. دی مرکاپتو سوکسینیک اسید و ۲٬۳-دیمرکاپتو-۱-پروپان‌سولفونیک اسید، برای درمان موارد حاد، به‌کار می‌روند اما مصرف دیمرکاپرول (BAL) توصیه نمی‌شود. ممکن است برای درمان این مسمومیت، از همودیالیز نیز استفاده شود.
بیش از ۲۰۰ میلیون نفر در سراسر جهان در معرض سطوح بالاتر از حد مطمئن آرسنیک از طریق آب آشامیدنی، قرار دارند. مناطقی که در این رابطه، بیشترین آسیب را دیده‌اند، بنگلادش و بنگال غربی هستند. قرار گرفتن در معرض آرسنیک در افراد کم‌درآمد و اقلیت‌ها شایع‌تر است. مسمومیت حاد با آرسنیک، غیرمعمول است. سمیت آرسنیک در ۱۵۰۰ سال پیش از میلاد در پاپیروس ایبرس توصیف شده‌است.

## نشانه‌ها
نشانه‌های مسمومیت با آرسنیک با سردرد، گیجی، اسهال شدید و خواب‌آلودگی شروع می‌شود. همان‌طور که مسمومیت ایجاد می‌شود، تشنج و تغییرات در رنگدانه‌های ناخن به نام leukonychia striata (خطوط میس، یا خطوط آلدریچ میس) ممکن است رخ دهد. هنگامی‌که مسمومیت، حاد می‌شود، علائم ممکن است شامل اسهال، استفراغ، استفراغ خون، خون در ادرار، گرفتگی عضلات، ریزش مو، درد معده و تشنج باشد. اندام‌های بدن که معمولاً تحت تأثیر مسمومیت با آرسنیک قرار می‌گیرند، ریه‌ها، پوست، کلیه‌ها و کبد هستند. نتیجهٔ نهایی مسمومیت با آرسنیک کما و مرگ است.
آرسنیک با بیماری قلبی (بیماری قلبی عروقی مرتبط با فشار خون بالا)، سرطان، سکته (بیماری‌های عروق مغزی)، بیماری‌های مزمن تنفسی تحتانی، و دیابت مرتبط است. اثرات پوستی می‌تواند شامل سرطان پوست در درازمدت باشد، اما اغلب پیش از سرطان پوست ضایعات پوستی متفاوتی ناشی از مسمومیت، ظاهر می‌شوند. سایر عوارض ممکن است شامل تیره شدن پوست و ضخیم شدن پوست باشد.
قرار گرفتن طولانی‌مدت در معرض آرسنیک، با کمبود ویتامین آ، بیماری‌های قلبی و شب‌کوری مرتبط است.

## درمان
دیمرکاپرول و دی مرکاپتو سوکسینیک اسید عوامل چنگالش هستند که آرسنیک را از پروتئین‌های خون جدا می‌کنند و در درمان مسمومیت حاد با آرسنیک استفاده می‌شوند. مهم‌ترین عارضه جانبی، بالا رفتن فشار خون است. مونواسترهای اسید دیمرکاپتوسوکسینیک، به عنوان مثال MiADMSA، پادزهرهای امیدوارکننده‌ای برای درمان موارد شدید مسمومیت با آرسنیک هستند.